# Spilopmageren
Spilopmageren er en dansk stum komediefilm fra 1911 produceret af Nordisk Films Kompagni. Filmens instruktør er ukendt.
Filmen havde dansk premiere den 2. januar 1911 i Løvebiografen. Den blev i tysktalende lande distribueret som Der Spassvogel.

## Handling
Grosserer Sørensens yngste søn er spilopmager, der udsætter hele kvarteret og sin egen familie for sine labanstreger. Særlig går det ud over søsterens forlovede. Grosserer Sørensen må viser sig som den hævnende retfærdighed, men det får næppe sønnen til at opgive sine unoder den næste dag.

## Medvirkende
- Victor Fabian
- Ella la Cour
- Rigmor Jerichau
- Otto Lagoni